# 卡斯馬省
卡斯馬省（西班牙語：Provincia de Casma），是秘魯的省份，位於該國北部安卡什大區，首府是卡斯馬，面積2,262平方公里，建於1955年7月25日，2007年人口42,368，人口密度每平方公里18人。